# Wings (romanzo)
Wings è il primo di una saga di quattro romanzi di Aprilynne Pike.
È stato pubblicato originariamente negli Stati Uniti, Inghilterra e Canada il 5 maggio 2009, diventando in breve tempo un best seller della letteratura per ragazzi. In Italia è stato pubblicato da Sperling & Kupfer il 9 febbraio 2010.
Il secondo libro della saga, Spells, è uscito negli Stati Uniti nel 2010 e in Italia nel 2011.

## Trama
Laurel è una ragazzina particolare: ha quindici anni, un fisico etereo, gli occhi e i capelli chiari, mangia solo frutta e verdura perché non le piace altro, non ama gli spazi chiusi, i vestiti lunghi e non è mai andata a scuola perché preferiva studiare a casa.
Lei e la sua famiglia si sono appena trasferiti dalla piccola città di Orick e dalla loro casa nel bosco, a Crescent City in una normale villetta di città. Come se non bastasse, la madre ha deciso di mandarla al liceo e Laurel dovrà affrontare anche la vita pubblica.
Confusa dal brusco cambio di ambiente, il primo giorno di scuola incontra David, un ragazzo gentile e carino, appassionato di biologia, con cui fa subito amicizia. David l'aiuterà con l'integrazione nella nuova scuola, con i compiti e le amicizie.
Dopo qualche giorno però la scuola e gli amici non sono più un problema, perché da quello che Laurel credeva un semplice foruncolo sulla schiena, spuntano dei grandi petali.
Terrorizzata, si confida con David che la consola e cerca di aiutarla a trovare una risposta con la scienza, riuscendo solo ad aumentare le domande.
Le risposte arriveranno il giorno in cui lei e la sua famiglia torneranno alla vecchia casa di Orick. Nel bosco intorno alla casa incontrerà Tamani, un ragazzo bellissimo e misterioso, che le rivelerà la verità sui suoi petali: lei è una fata.
Anni prima venne mandata dal suo popolo nel mondo degli umani e adottata dai suoi attuali genitori. Lei era stata scelta come custode di Avalon, il regno delle fate, il cui cancello sorge proprio sul terreno dove Laurel viveva fino a pochi mesi prima e che ora i suoi genitori stanno vendendo.
È in corso una guerra, tra le fate e i loro nemici mortali, i troll ed è vitale vincerla, proteggendo il cancello.
Laurel si ritrova così divisa fra due mondi, quello dov'è nata e quello in cui è cresciuta, in ognuno dei quali c'è un ragazzo che l'aspetta e da cui è attratta, con un pericolo mortale che minaccia la sua famiglia.

## Premi e nomination
- Nomination all'American Library Association come "Best Books for Young Adults"[1]
- Nomination al Romantic Times come "Best Young Adult Paranormal/Fantasy Novel"[2]
- Nomination al Cybils Awards nella sezione "Fantasy/Science Fiction"[3]
- Finalista al Whitney Awards come "Best Speculative Fiction"[4]

## Traduzioni
Oltre all'edizione originale in inglese edita da HarperTeen e HarperCollins, Wings è stato pubblicato in altre diciannove lingue.
|     | Lingua      | Editore                                        | Titolo    |
| --- | ----------- | ---------------------------------------------- | --------- |
| 1.  | Tedesco     | Verlagsgruppe Random House                     | Elfenkuss |
| 2.  | Portoghese  | Editora Bertrand (Brazil) Bertrand (Portugal)  |           |
| 3.  | Estone      | Kirjastus Pegasus                              |           |
| 4.  | Ebraico     | Matar Publishing House                         |           |
| 5.  | Francese    | Editions ADA (Canada) Pocket Jeunesse (France) | Ailes     |
| 6.  | Italiano    | Sperling & Kupfer Editori                      |           |
| 7.  | Spagnolo    | Ediciones Urano                                |           |
| 8.  | Turco       | Pegasus Yayincilik                             |           |
| 9.  | Polacco     | Wydawnictwo Dolnoslaskie                       |           |
| 10. | Lituano     | Media Incognito                                |           |
| 11. | Russo       | Exmo                                           | Крылья    |
| 12. | Greco       | Livanis                                        |           |
| 13. | Giapponese  | Take-Shobo                                     |           |
| 14. | Croato      | Mosaik Knjiga                                  |           |
| 15. | Indonesiano | PT Gramedia                                    |           |
| 16. | Olandese    | Standaard                                      |           |
| 17. | Ungherese   | Könyvmolyképző Kiadó                           |           |
| 18. | Bulgaro     | Studio Art-Line                                |           |
| 19. | Catalano    | La Galera                                      |           |

## Adattamenti cinematografici
Il 14 luglio 2009 la Disney ha annunciato l'adattamento cinematografico di Wings che poi non è stato più prodotto per ragioni ignote